# Jérémy Valençot
Pas d'image ? Cliquez ici

a Compétitions nationales et continentales officielles uniquement.

b Matchs officiels uniquement.
Dernière mise à jour le 24 septembre 2022.
Jérémy Valençot, né le 28 février 1997 à Gleizé, est un joueur français de rugby à XV jouant au poste de demi de mêlée à l'US bressane depuis 2022.

## Biographie

### Jeunesse et formation
Jérémy Valençot est né à Gleizé, à côté de Villefranche-sur-Saône où il commence le rugby au CS Villefranche-sur-Saône avant de rejoindre le Lyon OU puis le FC Grenoble en 2015.

### Carrière en club
Il fait ses débuts professionnels avec le FC Grenoble en septembre 2016 face à Castres, lors de la cinquième journée de Top 14.
Lors de la saison 2021-2022, Jérémy Valençot joue beaucoup moins et est relégué en tant que troisième demi de mêlée grenoblois, derrière Éric Escande et Felipe Ezcurra, ce qui réduit considérablement son temps de jeu. À l'issue de la saison cette, alors qu'il était en fin de contrat, il décide de quitter son club formateur après six saisons et 75 matchs joués, et rejoint l'US bressane, tout juste relégué en Nationale. Il s'y engage pour deux saisons, plus une en option,.

### Carrière internationale
Jérémy Valençot compte plusieurs sélections avec l'équipe de France des moins de 18 ans et a été sélectionné avec les moins 20 ans, mais n'a joué aucune rencontre officielle avec cette dernière.
Il compte également plusieurs sélections avec l'équipe de France universitaire. En mars 2017, il est présélectionné en équipe de France universitaire, en compagnie notamment de son coéquipier, Thomas Jolmès,, puis est définitivement sélectionné quelques jours plus tard. Il connaît sa première sélection universitaire le 7 avril 2017, lors d'une rencontre remportée 26 à 15 face à l'équipe d'Angleterre universitaire où il entre en jeu,. Il étudiait alors en L2 Staps à l'Université Grenoble-Alpes. En avril 2019, il est à nouveau retenu pour participer à une double confrontation face à l'équipe d'Angleterre universitaire. Il est titulaire lors du premier match que l'équipe de France perd 17 à 27.

## Statistiques
| Saison            | Club              | Championnat   | Championnat | Championnat | Coupe d'Europe                         | Coupe d'Europe                         | Coupe d'Europe                         |
| Saison            | Club              | Compétition   | Matchs      | Essais      | Compétition                            | Matchs                                 | Essais                                 |
| ----------------- | ----------------- | ------------- | ----------- | ----------- | -------------------------------------- | -------------------------------------- | -------------------------------------- |
| 2016-2017         | FC Grenoble       | Top 14        | 1           | -           | Challenge européen                     | 3                                      | -                                      |
| 2017-2018         | FC Grenoble       | Pro D2        | 14          | 1           | Pas de qualification en Coupe d'Europe | Pas de qualification en Coupe d'Europe | Pas de qualification en Coupe d'Europe |
| 2018-2019         | FC Grenoble       | Top 14        | 8           | -           | Challenge européen                     | 2                                      | -                                      |
| 2019-2020         | FC Grenoble       | Pro D2        | 16          | 2           | Pas de qualification en Coupe d'Europe | Pas de qualification en Coupe d'Europe | Pas de qualification en Coupe d'Europe |
| 2020-2021         | FC Grenoble       | Pro D2        | 20          | -           | Pas de qualification en Coupe d'Europe | Pas de qualification en Coupe d'Europe | Pas de qualification en Coupe d'Europe |
| 2021-2022         | FC Grenoble       | Pro D2        | 11          | 1           | Pas de qualification en Coupe d'Europe | Pas de qualification en Coupe d'Europe | Pas de qualification en Coupe d'Europe |
| Total FC Grenoble | Total FC Grenoble | Pro D2/Top 14 | 70          | 4           | Challenge européen                     | 5                                      | 0                                      |
| 2022-2023         | US bressane       | Nationale     | 3           | 1           | Pas de qualification en Coupe d'Europe | Pas de qualification en Coupe d'Europe | Pas de qualification en Coupe d'Europe |
| Total US bressane | Total US bressane | Nationale     | 3           | 1           |                                        |                                        |                                        |
| Total             | Total             | Championnat   | 73          | 5           | Challenge européen                     | 5                                      | 0                                      |

## Palmarès
- FC Grenoble
  - Finaliste du Championnat de France de 2e division en 2018
  - Vainqueur du barrage d'accession au championnat de France en 2018